# زبان اشاره

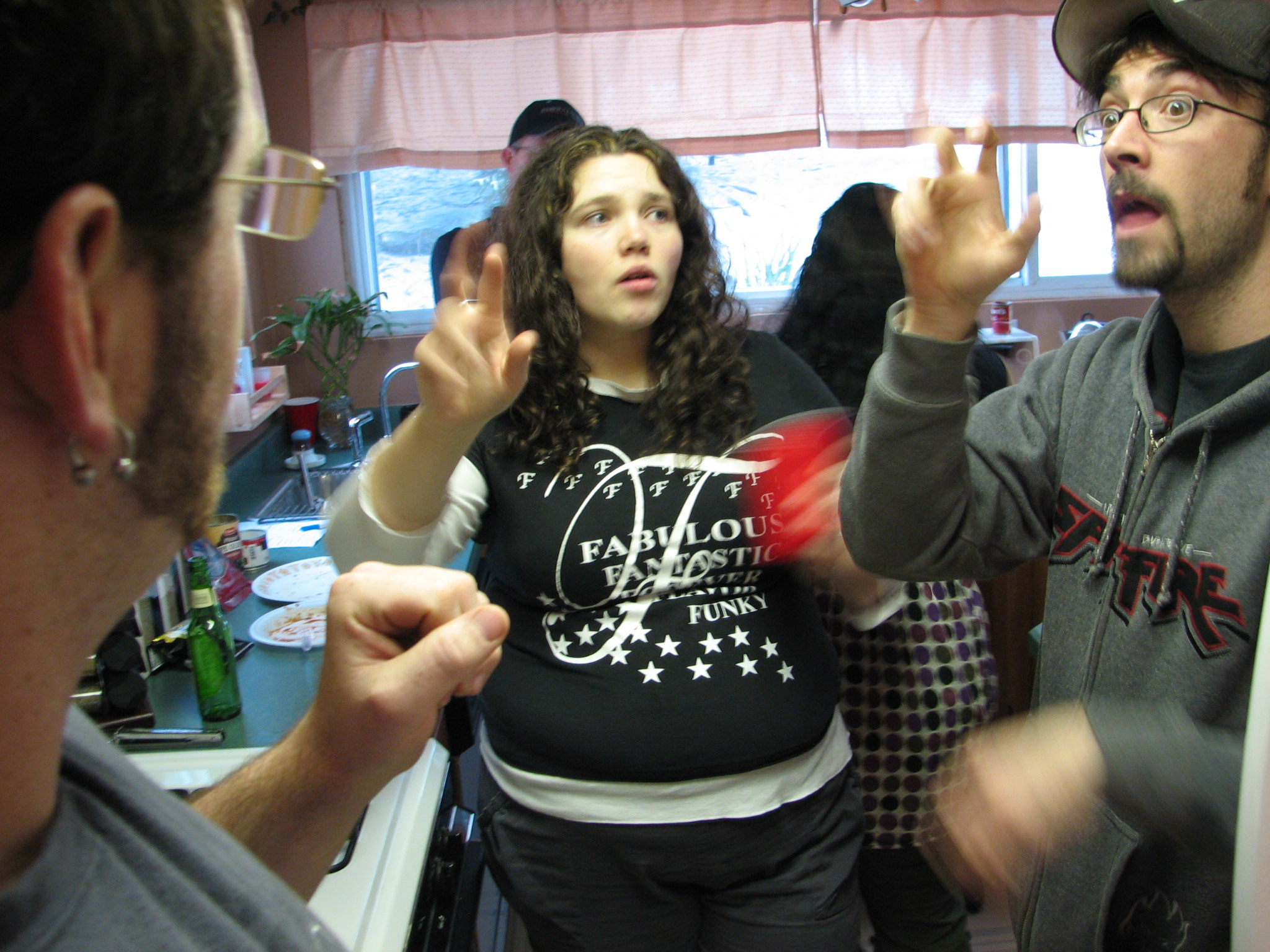
مرد و زن در حال صحبت به زبان اشاره

زبان اشاره یا زبان نشانه (به انگلیسی: sign language)، نظام قراردادیِ خاص منظم و پیشرفته زبانی است که برای انتقال معنا، به‌جای الگوهای صوتی یا نوشتاری در زبان، از الگوهای علائم دیداری (ترکیب هم‌زمانِ شکل، جهت و حرکت دستان، بازوها یا بدن و حالات صورت برای بیان سلیس افکار گوینده) در یک واژه اشاره استفاده می‌کند. این نوع زبان اشاره ممکن است متنوع باشد؛ اما امروزه یک زبان اشاره بین‌المللی در سطح جهان قرارداد شده‌است که البته در هر منطقه، عناصر بومیِ زبان نیز به آن افزوده می‌شود.
هر جا ارتباط ناشنوایان وجود دارد، زبان‌های اشاره به‌وجود می‌آیند. دستور زبانهای پیچیده زبان اشاره به‌طور چشمگیری با دستور زبان‌های گفتاری تفاوت دارند و در حوزه فرهنگیِ ناشنوایان قرار می‌گیرند. برخی از زبان‌های اشاره بعضی حرکات را از شناخت کلی کسب کرده‌اند، درحالی‌که بقیه زبان‌ها چنین پایه‌ای ندارند.

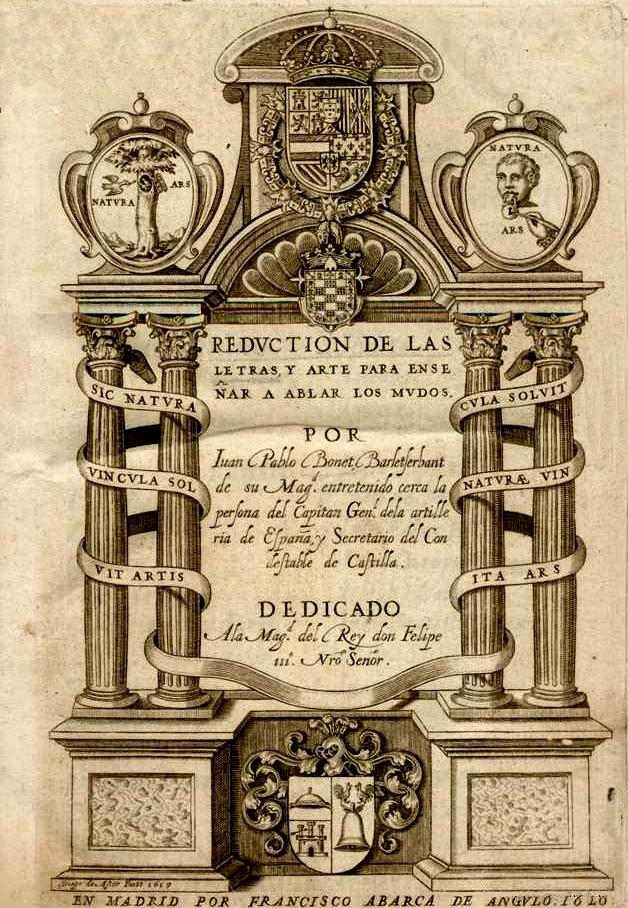
خوان پابلو بونِت، کاهش حروف و استفاده از هنر برای آموزش سخن گفتن به ناشنوا

## پیشینه
یکی از سوابق نوشتاری زبان اشاره در قرن پنجم قبل از میلاد مسیح، در کراتیلوس افلاطون یافت شد. جایی که سقراط گفت: "اگر ما صدا یا زبان نداشتیم، و قصد بیان چیزهایی را به دیگران داشتیم، آیا سعی نمی‌کردیم با حرکات دست‌هایمان، سر و بقیه اعضای بدن اشاراتی ایجاد کنیم، درست مثل افراد گنگ در حال حاضر به نظر می‌رسد گروه‌هایی از ناشنوایان در طول تاریخ از زبان‌های اشاره استفاده می‌کردند.
در دومین قرن یهودیه، مقاله ثبت شدهٔ گیتین در میشنا تصریح کرد که به منظور معاملات تجاری "یک کرولال می‌تواند گفتگو را به وسیلهٔ ایما و اشاره کنترل کند. بن بثیرا می‌گوید که فرد ناشنوا ممکن است این کار را بوسیلهٔ حرکات لب انجام دهد. این نحوه تدریس در جامعه یهودی مشهور بود، جایی که مطالعه میشنا از دوران کودکی اجباری بود.
در سال ۱۶۲۰، جان پابلو بونت (تبدیل حروف و هنر برای تعلیم ناشنوایان به صحبت کردن) را در مادرید منتشر کرد. این کار اولین مقاله مصوت‌ها به نظر می‌آید، تنظیم روش تعلیم شفاهی برای ناشنوایان به وسیلهٔ استفاده از اشارات به شکل الفبای دستی به منظور ارتقاء ارتباط ناشنوایان با استفاده از زبان اشارات بونت چارلز میشل دلپی الفبای دستی اش را در قرن هجدهم منتشر کرد. الفبایی که اساساً بدون تغییر در فرانسه و آمریکای شمالی تا حال حاضر به جا مانده‌است.
زبان اشاره اغلب در مدارس سراسری برای دانش آموزان ناشنوا رشد یافت. در سال ۱۷۵۵، ابی اولین مدرسه برای بچه‌های ناشنوا را در پاریس تأسیس کرد لورنت کلرک معروفترین فارغ‌التحصیل آنجا بود. کلرک با توماس هاپکین برای تأسیس مدرسه‌ای آمریکایی برای ناشنوایان در هارتفورت، در سال ۱۸۱۷ به ایالات متحده آمریکا رفتند. پسر گالودت ادوارد منیر مدرسه‌ای برای ناشنوایان در سال ۱۸۵۷ در واشینگتن تأسیس کرد که در سال ۱۸۶۴ کالج ملی ناشنوایان شد. در حال حاضر دانشگاه گالودت نامیده می‌شود، که هنوز تنها دانشگاه علوم انسانی برای افراد ناشنوا در دنیاست.
به‌طور کلی، هر زبان گفتاری یک نوع زبان اشاره دارد به همان اندازه که هر جمعیت زبان شناختی شامل افرادی ناشنوا خواهد بود که زبان اشاره تولید خواهند کرد. در همین راستا، تأثیرات جغرافیایی و فرهنگی جمعیت‌ها را جدا خواهد کرد و منجر به نسلی با زبان‌های گفتاری متفاوت و ناهمگون می‌شود، همین تأثیرات بر روی زبان‌های اشاره اجرا شده و بنابراین آن‌ها به نگهداری همانندیشان طی زمانی سخت، و همان مکان‌های تحت تأثیر قرار گرفته شده مثل زبان‌های گفتار محلی، گرایش پیدا می‌کنند. این مسئله اگر چه زبان‌های اشاره هیچ ارتباطی با زبان‌های گفتاری سرزمین‌هایی که در آن به وجود آمده‌اند ندارند اتفاق می‌افتد. استثناهای قابل توجهی در این روال وجود دارند، اگر چه، همان‌طور که بعضی مناطق جغرافیایی از یک زبان گفتاری به‌طور مشترک استفاده می‌کنند، زبان‌های اشارهٔ متعدد، غیر وابسته دارند. تفاوت‌ها در زبان اشاره ملی معمولاً به موقعیت جغرافیایی مدارس شبانه‌روزی ناشنوایان بستگی دارد.
اشاره بین‌المللی در گذشته به جستونو معروف بود. اساساً در مسابقات بین‌المللی ناشنوایان از جمله دف لمپیک و جلسات فدراسیون جهانی ناشنوایان استفاده می‌شود. مطالعات اخیر اظهار داشت که در حالیکه اشاره بین‌المللی نوعی از زبان آمیزه‌ای انگلیسی و چینی ست، نتیجه گرفتند که این زبان پیچیده‌تر از انگلیسی محاوره رایج است و در واقع بیشتر شبیه زبان اشاره است.

## زبان‌شناسی
در شرایط‌های زبان شناختی، زبان‌های اشاره مانند هر زبان شفاهی علی‌رغم درک اشتباه رایجی که آن‌ها زبان‌های واقعی نیستند، غنی و پیچیده هستند. زبان شناسان حرفه‌ای زبان‌های اشارهٔ زیادی را مطالعه کردند و دریافتند که آن‌ها همهٔ اجزای زبان شناختی را دارا هستند که مانند زبان‌های واقعی نیاز به طبقه‌بندی شدن دارند.
زبان‌های اشاره تقلیدی نیستند - به مفهوم دیگر، اشارات قراردادی هستند، اغلب اختیاریند و الزاماً ارتباط عینی با کلمه مرجعشان ندارند، بیشتر زبان‌های گفتاری نام‌آوا نیستند. در حالیکه تصویرگری در زبان‌های اشاره سازمان یافته تر و گسترده‌تر از زبان‌های گفتاریست، تفاوت قطعی نیست. و نه تصویر عینی از یک زبان بیانی هستند. گرامرهای پیچیدهٔ زبان خود را دارا هستند، و قابل استفاده برای بحث کردن در مورد هر موضوعی هستند، از ساده و غیر انتزاعی گرفته تا پیچیده و انتزاعی زبان‌های اشاره مثل زبان‌های گفتاری از قسمت‌های ابتدایی و بی‌معنی به قسمت‌های با معنی سازماندهی می‌شوند.
عناصر یک اشاره عبارتند از: تکان دست‌ها (یا شکل دست‌ها)، جهت‌شناسی (یا جهت کف دست)، موقعیت (یا محل تلفظ) حرکت وعلامت‌های غیردستی (یا حالت صورت) که در سرنام HOLME خلاصه شده‌اند. خصوصیات زبانشناسی معمول در زبان‌های اشاره ناشنوایان دسته‌بندی گسترده‌ای دارند، درجه بالایی از صرف و تفسیر موضوعی نحو. بسیاری از ویژگی‌های زبانشناسی منحصربه‌فرد از توانایی زبان‌های اشاره برای تولید معنی در قسمت‌های مختلف میدان دید به‌طور هم‌زمان ظاهر می‌شوند. برای مثال، گیرنده یک پیام اشاره می‌تواند معانی را که توسط دست‌ها، حالت چهره و حالت بدن در یک لحظه به وجود می‌آیند، بخواند. این یک مقایسه‌است با زبان‌های شفاهی که در آن صداهایی که کلمات را می‌سازند، اغلب متوالی‌اند.

## روابط با زبان‌های گفتاری
یک تصور اشتباه عمومی این است که زبان‌های اشاره به طریقی وابسته به زبان‌های شفاهی هستند، بدین صورت که آن‌ها زبان‌های شفاهی هستند که توسط حرکات دست‌ها تلفظ می‌شوند یا اینکه آن‌ها توسط افراد شنوا اختراع شده بودند. معلمان شنوا در مدارس ناشنوایان نظیر توماس هاپکینز گالودت، اغلب به‌طور ناصحیح به عنوان مخترعین زبان اشاره شناخته شده‌اند.
هجی انگشتی در زبان‌های اشاره، اغلب برای نام‌های خاص و تکنیکی یا واژه‌های تخصصی گرفته شده از زبان‌های گفتاری استفاده می‌شوند. استفاده از هجی انگشتی به عنوان شاهد گرفته شده بود که زبان‌های اشاره شکل‌های ساده شده زبان‌های شفاهی هستند، ولی در واقع آن یک ابزار منحصربه‌فرد در میان بقیه‌است. هجی انگشتی گاهی می‌تواند به عنوان منبعی از اشارات جدید باشد که علامت‌های لغوی نامیده می‌شوند.
در مجموع، زبان‌های اشاره ناشنوایان از زبان‌های شفاهی مستقل هستند و راه‌های توسعه خود را دنبال می‌کنند. برای مثال، زبان اشاره انگلیسی و زبان اشاره آمریکایی کاملاً متفاوتند و نامفهوم، در حالیکه مردم شنوای انگلیس و آمریکا در زبان شفاهی مشترکند. دریک منطقه یکسان جغرافیایی گرامر زبان‌های اشاره الزاماً با زبان‌های گویا شباهتی ندارد، در واقع در نحو، ASL بیشتر با ژاپنی گفتاری سهیم است تا با انگلیسی.
همین‌طور کشورهایی که سرتاسر تنها از یک زبان شفاهی استفاده می‌کنند، ممکن است دو یا چند زبان اشاره داشته باشند، در حالیکه منطقه‌ای که بیشتر از یک زبان شفاهی را شامل می‌شود ممکن است تنها از یک زبان اشاره استفاده کند. آفریقای جنوبی که ۱۱ زبان شفاهی رسمی و نزدیک به همین تعداد زبان‌های شفاهی دیگر دارد مثال خوبی برای این مطلب است. این کشور فقط یک زبان اشاره دارد اما به دو شکل که به دلیل قدمت دو مؤسسه آموزشی اصلی در مناطق مختلف جغرافیائی یک کشور است که به ناشنوایان خدمت می‌کنند.
در سال ۱۹۷۲ آرسولابلوکی متخصص اعصاب و روان‌شناس از چندین نفر آمریکایی و انگلیسی که به زبان اشاره مسلط بودند خواست که داستانی به انگلیسی بگویند، سپس از زبان اشاره آمریکایی شروع کرد و به عکس. نتایج به‌طور میانگین ۷/۴ کلمه در ثانیه و ۳/۲ علامت در ثانیه را نشان دادند. با اینکه فقط ۱۲۲ علامت و ۲۱۰ کلمه برای این داستان احتیاج بود اما هر دو نوع داستان تقریباً در یک زمان به اتمام رسید. سپس آرسولا آزمایش کرد تا ببیند که آیا ASL اطلاعات سرنوشت ساز را حذف می‌کند یا خیر. به یک شخص دو زبانه داستانی داده شد تا به ASL ترجمه کند و به دومی که به دو زبان اشاره مسلط بود و علائم را دید و آن‌ها را به انگلیسی ترجمه کرد. اطلاعات بدست آمده نشان داد که داستان به زبان اشاره با داستان اصلی یکسان بود. این مطالعه اگرچه به این حوزه محدود شد ولی پیشنهاد می‌کند که علائم ASL اطلاعات بیشتری از زبان گویای انگلیسی دارند. ۵/۱ پیشنهاد برای زبان اشاره در ثانیه در مقایسه با ۳/۱ پیشنهاد برای صحبت انگلیسی.
زبان‌های اشاره از ویژگی‌های منحصربه‌فرد شیوه دیداری استفاده می‌کنند. زبان شفاهی تک بعدی است؛ در یک زمان تنها یک صدا می‌تواند تولید یا دریافت شود. در حالیکه زبان اشاره بصری است؛ بنابراین یک صحنه کامل در یک زمان گرفته می‌شود. اطلاعات می‌تواند در چندین کانال بار شود و به‌طور هم‌زمان نشان داده شود. به عنوان مثال، یک نفر می‌تواند این عبارت را به انگلیسی بگوید، «من اینجا رانندگی کردم.» برای افزودن اطلاعات در مورد رانندگی یک نفر باید عبارت بلندتری بسازد یا حتی عبارت دیگری اضافه کند، مانند: «من اینجا درطول یک جاده پیچ در پیچ رانندگی کردم،» یا «من اینجا رانندگی کردم. رانندگی خوبی بود.» بنابراین در زبان اشاره آمریکایی، اطلاعات در مورد شکل جاده یا طبیعت مسرت بخش رانندگی می‌تواند هم‌زمان با فعل رانندگی، توسط انعطاف حرکت دست یا با بهره‌گیری از علامت‌های غیردستی مانند حالت بدن یا چهره نقل شود، در همان زمانی که فعل رانندگی نشان داده می‌شود؛ بنابراین، با اینکه در انگلیسی، عبارت «من اینجا رانندگی کردم وخیلی خوشایند بود» از «من اینجا رانندگی کردم» طولانی‌تر است، اما در زبان اشاره آمریکایی هر دو ممکن است از نظر طول یکی باشند.

## دسته‌بندی
اگرچه زبان‌های اشاره ناشنوایان به‌طور طبیعی در جوامع ناشنوایان کنار یا میان زبان‌های گفتاری به وجود آمده‌اند، اما آن‌ها هیچ ارتباطی با زبان‌های گفتاری ندارند و دارای ساختارهای مختلف گرامری هستند. گروهی از «زبان‌های» اشاره به عنوان زبان‌های کدبندی شده دستی شناخته شده‌اند که به عنوان روش‌های اشاره زبان‌های گفتاری بیشتر قابل فهم هستند، و بنابراین به خانواده‌های زبان از زبان‌های گفتاری مربوط وابسته هستند. برای مثال تعداد زیادی رمزهای علامتی انگلیسی وجود دارند.
تحقیق زبانشناسی تاریخی بسیار اندکی بر روی زبان‌های اشاره صورت گرفته‌است، و همین‌طور تلاش‌های کمی برای تعیین کردن روابط ژنتیکی میان زبان‌های اشاره، و یک مقایسه ساده بین داده‌های واژگانی و بعضی مباحث در مورد اینکه آیا زبان‌های اشاره خاص، گویش‌هایی از یک زبان هستند یا زبان‌هایی از یک خانواده. زبان‌ها ممکن است با مهاجرت، تأسیس مدارس ناشنوایان (اغلب به وسیلهٔ مربیان فرهیخته خارجی)، یا به دلیل مقررات سیاسی گسترش بیابند.
ارتباط زبانی رایج است، مشخص کردن طبقه‌بندی‌های خانوادگی دشوار - اغلب نامشخص است که شباهت واژه‌ای به علت قرض گرفتن است یا یک زبان اصلی رایج. بین زبان‌های اشاره، زبان‌های اشاره و گفتاری (علامت ارتباط)، وبین زبان‌های اشاره و سیستم‌های ژستی که توسط انجمن مرزی ارتباط بیش می‌آید. به نظر مؤلفی زبان اشاره آداموروب ممکن است با اصطلاحات مخصوص تجاری حرکتی که در بازار سراسر آفریقای غربی استفاده می‌شود، و همچنین در لغات و ویژگی‌های مکانی که شامل علم عروضی و آواشناسی است، مربوط باشد.
زبان‌های اشاره بریتانیایی (BSL)، استرالیایی و نیوزیلندی (NZSL) معمولاً وابسته به خانواده زبانی معروف به BANZSL هستند در نظر گرفته می‌شوند. زبان اشاره دریایی و زبان اشاره آفریقای جنوبی نیز به BSL مربوط می‌شوند.
زبان‌های اشاره ژاپنی، کره‌ای و تایوانی به خانواده زبان اشاره ژاپنی تعلق دارند. شماری از زبان‌های اشاره از زبان اشاره فرانسوی (LSF) به وجود آمده‌اند، یا نتیجه ارتباط زبان میان زبان‌های اشاره جامعه محلی و LSF. این‌ها شامل زبان‌های اشاره فرانسوی، ایتالیایی، کبکی، آمریکایی، ایرلندی، روسی، هلندی، فلاندری، بلژیکی-فرانسوی، اسپانیایی، مکزیکی، برزیلی، کاتالان و دیگر زبان‌های اشاره هستند.
یک زیرمجموعه از این گروه شامل زبان‌هایی است که به وسیلهٔ زبان اشاره آمریکایی به شدت تحت تأثیر قرار گرفته بود یا انواع منطقه‌ای ASL است. زبان اشاره بولیویایی بعضی اوقات به عنوان یک گویش ASL مطرح است. زبان اشاره تایلندی یک زبان ادغام شده نشئت گرفته از ASL، زبان اشاره محلی بانکوک و چیانگ‌های و شاید قسمتی از خانواده ASL در نظر گرفته شده دیگر زبان‌های احتمالی بوسله ASL تحت تأثیر قرار گرفته‌اند که شامل زبان اشاره اوگاندایی، زبان اشاره کنیایی، زبان اشاره فیلیپینی و زبان اشاره مالزیایی است.
شواهد داستان گونه پیشنهاد می‌دهد که زبان اشاره فنلاندی، زبان اشاره سوئدی و زبان اشاره نروژی به خانواده زبان اشاره اسکاندیناوی تعلق دارد.
زبان اشاره ایسلندی به عنوان زبان متمایل به زبان اشاره دانمارکی شناخته شده‌است اگرچه تفاوت‌های شغلی در لغات در قرن توسعه ایجاد شده بود.
زبان اشاره اسرائیلی به وسیلهٔ زبان اشاره آلمانی تحت تأثیر قرار گرفته‌است. براساس گزارش SIL و زبان اشاره روسی، مولداویایی و اوکراینی درجه بالایی از واژگان مشترک را به اشتراک گذاشته و شاید گویش یک زبان یا زبان‌های وابسته متمایز است. گزارش یکسانی یک دسته از زبان‌ها اشاره‌ای که در مرکز آن زبان اشاره چکی، زبان اشاره مجارستانی و زبان اشاره اسلواکی پیشنهاد داد. این گروه همچنین ممکن است شامل زبان اشاره رومانیایی، زبان اشاره بلغارستانی و زبان اشاره لهستانی باشد.
زبان‌های متعددی شناخته شده زبان اشاره نیکاراگوئه‌ای و زبان اشاره السعید عرب‌های بیابانی و زبان اشاره جزیره پرویدنس است.
زبان اشاره اردن، لبنان، سوریه، فلسطین و عراقی (و احتمالاً عربستانی) ممکن است بخشی محرک یا ممکن است یک لهجه از زبان اشاره عرب شرقی باشد.
طبقه‌بندی جامع که در این خصوص است بر این است که لیست ساده زبان‌ها که به تاریخ ۱۹۹۱ است برمی گردد. طبقه‌بندی براساس ۶۹ زبان اشاره‌ای چاپ اتنولوگ سال ۱۹۸۸ است که در زبان کنفرانس ۱۹۸۸ در زمینه زبان‌های اشاره در مونترال شناخته شده بود و دور از کنفرانس نویسنده «زبان اضافی را اضافه کرد».
در طبقه‌بندی او بین زبان‌های اشاره اصلی و مشتق شده (فرعی) و قطعاً بین زبان‌های قابل تشخیص به عنوان زبان اشاره و زبان‌های که تصور می‌شد ترکیبی باشد و حد تمایز قائل شد، نمونه اولیه زبان‌های کلاس A شامل تمام آن زبان‌های اشاره‌است که ظاهراً نمی‌توان از زبان‌های دیگر نشأت گرفته باشند. نمونه اولیه زبان‌های R زبان‌هایی است که توسط یک فرایند بر روی زبان نمونه A مدل شده.
کلاس‌ها LSF, GSL, DGS, BSL و زبان‌ها LSL اشتقاقی زبان‌های جدید مشتق شده از نمونه اولیه زبان‌هاست که به وسیلهٔ فرایندهایی چون پیدایش زبان آمیخته Creolization و بازواژگانی Relexificaiton نمایان نمود.
پیدایش زبان آمیخته غنی شده در زبان‌های اشاره حالتی دیده شده‌است در مقایسه با کاهش در زبان‌های آوازی.

## گونه‌شناسی
گونه‌شناسی زبانی به ادوارد ساپیر برمی‌گردد. براساس ساختار کلمه و تمایزهای مراحل ساخت‌شناسی از قبیل چسباننده‌ای، پیوندی انحناء صرف فعل، چند ترکیبی، مشارکتی و مجزا است.
زبان اشاره‌ای براساس احکام لغات مختلف در هر زبان مختلف تنوع دارد، به‌طور مثال OGS فاعل مفعول فعل است در حالیکه ASL فاعل فعل مفعول است. تناظر زبان‌های مجاور غیرمحتمل است.
در صحبت کردن به صورت ایما و اشاره، شکل لغت یک عامل ضروری است. شکل قانونی کلمه از جفت کردن سیستماتیک دودویی، دو ویژگی است. به‌طور مثال هجابندی (دو یا چند) و واژک (و یا چند). برنتاری زبان‌های اشاره به وسیلهٔ ویژگی تک هجایی یا چند هجایی به صورت یک گروه کلی مشخص کرده‌است. این بدین معنی است که یک هجا چندین واژک را بیان می‌کند. مثل فاعل و مفعول یک فعل که جهت حرکت یک فعل را مشخص می‌کند. از این رو تولید یک علامت از تولید یک لغت وقت بیشتری می‌گیرد. اما در مقایسه جمله به جمله زبان اشاره‌ای و گفتمانی تقریباً سرعت یکسانی دارند.

## گونه نوشتاری
زبان اشاره با زبان گفتاری ارتباطش با نوشتن متفاوت است. سیستم‌های صورت‌شناسی زبان گفتاری اصولاً ترتیبی است که بسیاری از صورت‌شناسی تکرار یکی پس از دیگری تولید شده اگرچه زبان‌ها دید غیرترتیبی مثل نفی دارند. در نتیجه سیستم‌های نوشتاری صورت‌شناسی سنتی همجنس ترتیبی است. با بهترین تفکیک‌کننده‌ها برای نمودهای غیرترتیبی مثل تن و تنش.
زبان‌های اشاره بیشترین مؤلفه غیرترتیبی را دارند با بسیاری از اصوات هم‌زمان تولید شده به‌طور مثال نشانه‌ها ممکن است شامل انگشت، دست و پا حرکت هم‌زمان صورت باشد یا حرکت دو دست در جهات مختلف، سیستم‌های نوشتن سنتی برای این سطح پیچیدگی طراحی نشده‌اند. اندکی به خاطر این زبان‌های اشاره اغلب مکتوب نیستند. در تعداد اندکی از کشورها با آموزش خوب فرصت‌ها برای کرولال‌ها مهیاست. بسیاری از خواننده‌های کرولال می‌توانند زبان گفتاری کشورشان را در سطح مناسبی به عنوان «باسواد کارآمد» در نظر گرفته شوند، بخوانند و بنویسند. با این وجود در بسیاری از کشورها، آموزش کرولال‌ها خیلی ضعیف یا خیلی محدود است. در نتیجه بسیاری از مردم کرولال سواد کم یا بی‌سواد در زبان رایج کشورشان هستند.